# パーティション (用品)

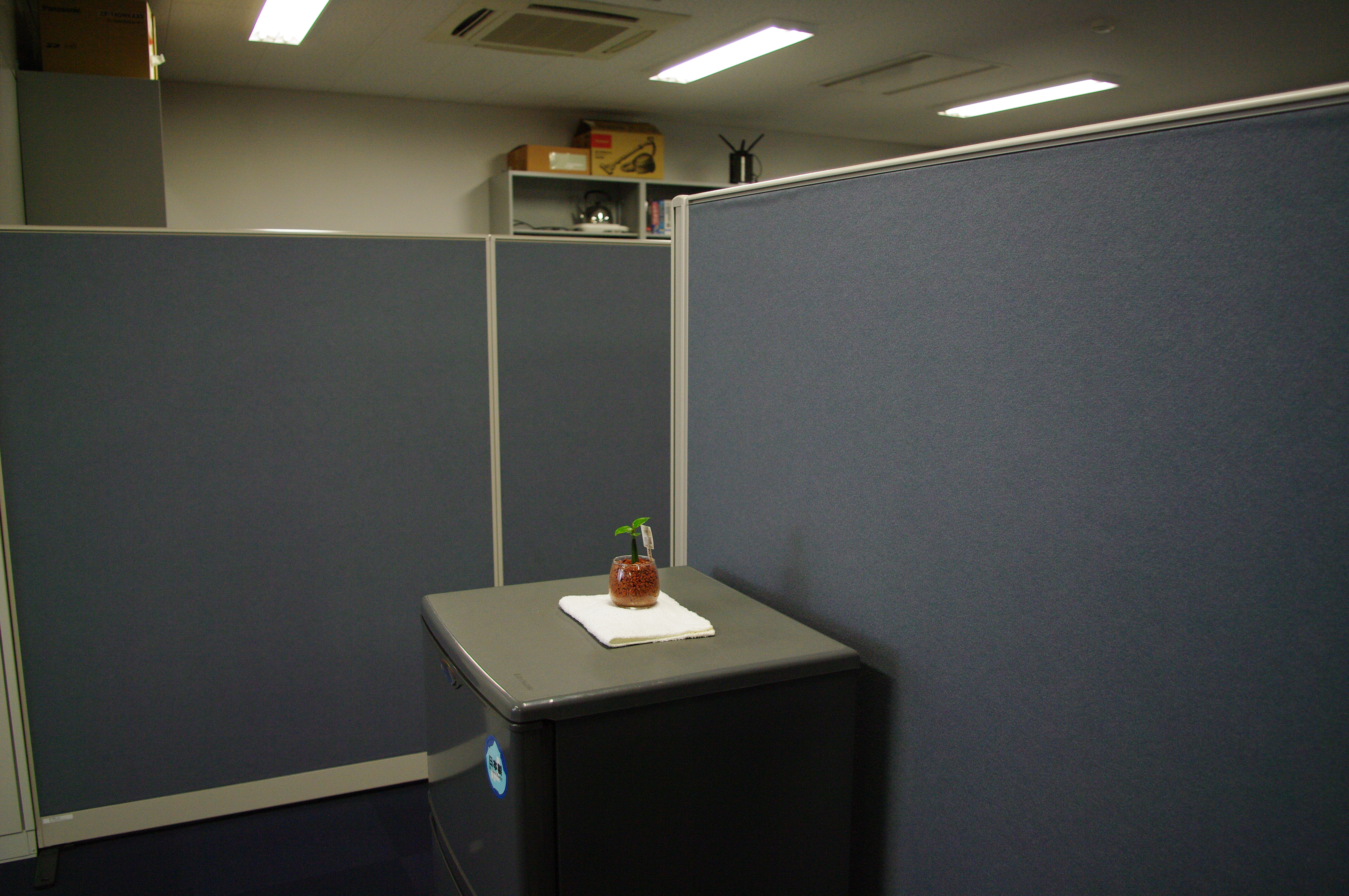
パーティションで区切られた空間

パーティション (Partition) は、部屋や空間にてそれらを仕切る板状の用品、およびそれによって仕切られた部分のこと。本記事では、用品について記述する。

## 屋内用
支柱と支柱の間に板を接続して用いられ、固定式・折りたたみ式・キャスター式・自立式に分けられる。それらのうち、固定式については利用者が出入りするためのドアも含まれている。
大きさによって分ける場合、利用者が立ち上がっても仕切られた側が見えない大きさの用品はハイパーティション、見える大きさの用品はローパーティションとも呼称される。
透明品・半透明品・不透明品のいずれを設置するかは用途や嗜好によるが、いずれも適度に雑音を遮れるほか、透明品については仕切られた側を魅せる用途、半透明品や不透明品については適度に互いの視線を遮る用途として、それぞれ用いられる。また、メッシュ構造の用品は風や光を適度に通す用途としても用いられる。そのほか、2020年には新型コロナウイルスの流行を受け、（効果は限定的ながら）感染対策として透明品の普及が進んでいる。
材質としては、アクリル、アルミニウム、ガラス（磨りガラスや強化ガラスも含む）、木、スチール、布、ポリカーボネートなどが挙げられる。

## 浴室用
上記の屋内用に準じた固定式の用品のうち、水や湿気による劣化や不衛生化を考慮して強化ガラス製が用いられる。
なお、INAXやLIXILが浴室内で用いる物品を収納するための用品として特許を出願したことがあるが、いずれも拒絶査定を受けている。

## その他
支柱と支柱の間に多数の細長い板を接続し、蛇腹のごとく自由に曲げられる用品も存在する。また、板を用いずロープ・ベルト・チェーンのいずれかを接続し、未使用時には支柱を重ねて収納できる用品も存在する。そのほか、板の代わりにプランターを備えて装飾要素を強めた用品、ミラーやホワイトボードを備えた用品も存在する。

## 呼称
英語の「partition」という綴りについては「パーティション」と表記するのが正しいが、今日の日本では「パーテーション」や「パーテンション」と発音・表記されることもあり、むしろ「パーテーション」表記の方が一般的になっている。ただし、国語辞典では「パーテーション」を見出し語に採用しているものはほとんどなく、「パーテーション」表記は誤用がもとになった俗用表記と記載されている。
「パーテーション」表記が多数派となっている理由について、毎日新聞校閲センターでは、「ィション」で終わる単語より「ーション」で終わる単語の方が馴染み深いからではないかと、逆引き広辞苑での言葉の収録数から推測されている。